# El Ejército Negro (trilogía)
El Ejército Negro es una serie de novelas fantásticas escrita por el autor Santiago García-Clairac . La saga, enfocada al público juvenil, fue publicada en los años 2006, 2007 y 2009.
La trilogía está compuesta por tres volúmenes: "El Reino de los Sueños", "El Reino de la Oscuridad" y "El Reino de la Luz".
Conforme avanza la saga la tapa de los libros es más clara (negro, gris oscuro y blanco) esto es un "guiño visual" haciendo referencia a que conforme avanza la saga se va esclareciendo la historia.
La disposición de la historia en los libros se hace de forma en que un capítulo trata sobre la vida real y al siguiente sobre la vida de los sueños del protagonista, cuanto más avanza la saga más se homogeneiza este aspecto. Al principio se denota la gran diferencia, y a partir de la segunda mitad del segundo libro se empiezan a mezclar las dos realidades.

## Argumento
Arturo Adragón es un muchacho solitario con una marca con forma de extraña "A" en la cara, motivo por el que es diana de burlas y mofas por parte de los compañeros. Él vive en la "fundación" un museo del medievo que regenta su padre. Un día conoce a Metáfora, una estudiante nueva con la que progresivamente irá creando un fuerte vínculo. Paralelamente, Arturo sufre unos extraños sueños en los que se ve a sí mismo como un caballero de la Edad Media que vive en un mundo fantástico junto a varios personajes que en él conoce, tales como el alquimista Arquimaes, su maestro; el Conde Morfidio, uno de sus mayores enemigos; Crispín, su escudero, amigo y acompañante; o la princesa Alexia, interés amoroso del Arturo del "mundo de los sueños" e hija de Demónicus/Demónicia, el/la principal antagonista de la trilogía.. A medida que avanza la trama, Arturo se comenzará a cuestionar cuál es la auténtica realidad.
En el primer libro de la saga se irá presentando a casi todos los personajes importante de la saga, sobre todo los principales en los que irá girando la historia aparte del protagonista Arturo. También sitúa al lector en la piel de éste y el acoso escolar que sufre en su colegio debido a la marca en forma de A en su rostro y por ser un chico muy retraído.
Los capítulos en los que sitúa al lector en la Edad Media también serán muy introductorios para toda la saga, aunque en menor medida, pues es una historia más cambiante que la de la "vida real".

## Personajes

### En el "mundo real"
-Arturo Adragón, protagonista de la saga. Es un joven introvertido cuya vida está llena de obstáculos y que vive retraído debido a su extraña marca en forma de A de su rostro.
-Metáfora, amiga de Arturo en el "mundo real" y su interés amoroso.
-Horacio, uno de los acosadores de Arturo junto con Mireia.
-Sombra, ayudante del padre de Arturo en "la fundación"
-Patacoja, vagabundo amigo de Arturo.
-Adela, policía e interés amoroso de Patacoja.
-Demetrio, inspector de policía corrupto. 

### En el "mundo de los sueños"
-Arturo Adragón, protagonista de la saga. Es un joven caballero, valiente y noble, que va cobrando cada vez más importancia en su mundo, llegando a plantar cara a Demónicus, el gran enemigo del mundo y antagonista de la saga.
-Arquimaes, maestro de Arturo y respetado alquimista.
-Alexia, hija de Demónicus e interés amoroso de Arturo.
-Crispín, joven escudero y amigo de Arturo.
-Alexander de Fer, caballero de personalidad traicionera e impredecible.
-Arquitamius, maestro de Arquimaes y el más sabio de todos los alquimistas.
-Morfidio, cruel conde que trata a toda costa de asesinar a Arturo y sus aliados.
-Rugiano, sádico rey del reino de Rugian.
- Datos: Q30919168